# Kap Tennyson
Das Kap Tennyson ist eine felsige Landspitze an der Nordküste der antarktischen Ross-Insel. Das Kap liegt rund 40 km südöstlich des Kap Bird und markiert die östliche Begrenzung der Lewis Bay und die westliche Begrenzung der Inaccessible Coast.
Teilnehmer der britischen Southern-Cross-Expedition (1898–1900) unter der Leitung des norwegischen Polarforschers Carsten Egeberg Borchgrevink entdeckten es im Februar 1900. Borchgrevink benannte es nach dem britischen Dichter Alfred Tennyson (1809–1892).